# EB-2签证
EB-2签证是美国的一种职业移民签证（根据不同情况可能需要雇主担保）。这种移民签证主要针对拥有硕士或以上学位的专业人员，以及在科学、艺术或商业领域拥有杰出才能、但不符合EB-1签证条件的外籍人才。EB-2移民申请获得批准的外籍人士可以通过移民签证入境，或在美国境内进行身份调整，成为美国永久居民，并收到美国公民及移民服务局签发的绿卡。

## 子分类及资格
EB-2移民有以下三种子分类：
- 拥有高级学位的专业人员：美国公司提供的职业要求雇员拥有硕士或硕士以上的学位，或者學士学位加上五年专业领域工作经验
- 杰出才能：在科学、艺术或商业领域拥有杰出才能
- 国家利益豁免（英语：National Interest Waiver）：需要满足以上两种要求之一，但同时能证明移民符合美国国家利益，则可以免除雇主担保向美国劳工部申请永久劳工证的步骤（即无需雇主担保提供工作）

## 签证配额
美国移民与国籍法规定，每年给予家庭类移民签证（FB）的数量至少为226,000张，而职业类移民签证（EB）的数量至少为140,000张。根据每年的情况，政府实际批准的移民签证和绿卡数量与此配额略有差别。EB-2签证占职业移民签证总配额的28.6%，因此EB-2签证每年的配额大约为40,000张。另外，美国国务院规定，按照出生地来划分，每个国家的申请者最多不能超过当年EB-2签证配额的7%。此外，如果某一年EB-1签证的配额在没有用尽，则未用名额会提供给EB-2类的申请者使用；EB-2签证未用尽的国家的名额，也会在年末提供给当年名额已经用尽的国家（例如印度）使用。
由于一些国家（例如印度和中华人民共和国）出生的EB-2签证申请者数量较大，这些国家的申请者数量超过了那一年EB-2签证分配给那个国家的名额，因此就造成了移民案件的积压，经常需要按照先来后到的顺序分配移民签证。这些国家的申请者在外籍劳工移民申请（I-140表）得到批准后，往往需要等待数年的时间才能完成身份调整。

## 申请
对于不满足国家利益豁免条件的外籍员工，EB-2签证的申请必须由雇主提交，并且需要首先获得美国劳工部审批的永久劳工证，以确保美国公司雇佣该外籍员工并不影响美国本地工人的就业，并且公司能够支付美国劳工部根据外籍员工所从事行业在当地的流行工资水平指定的薪资。劳工认证要求雇主在媒体上刊登招聘广告，并向劳工部汇报对美国本土工人的招聘、面试情况。招聘活动结束之后，雇主可以向劳工部提出劳工认证申请，表明无法在市场里招聘到符合学位、经验条件的美国工人。
雇主获得美国劳工部给外籍雇员的劳工认证后，即可向美国公民及移民服务局提交外籍劳工移民申请（I-140表）。具有一定杰出才能、但不符合EB-1签证条件的外国人，可以提交一种被称为“国家利益豁免”的特殊申请直接为自己申请EB-2签证，而不需要雇主出面申请，也不需要永久劳工证。申请者需要满足对美国经济有重大影响、改善美国劳工的工作条件和促进他们的收入、改善美国的教育、改善美国的健康卫生等条件之一。。
公司为一位外籍雇员提交的移民申请获得批准后，如果该员工有可用的签证配额，那么如果他在美国境外，他可以前往美国海外的使领馆申请移民签证，然后入境美国成为美国永久居民；如果他此时已经在美国境内，他可以提交身份调整申请，获得批准后成为永久居民。成为永久居民之后，外籍雇员将收到邮寄的绿卡。

## 签证持有者的亲属
EB-2签证主申请人的配偶和21岁以下子女可以随主申请人一起获得移民签证。在主申请人的外籍劳工移民申请（I-140表）批准后，主申请人即可为配偶申请就业授权文档（EAD卡）。